# Бригадир Летбрідж-Стюарт
Бригадир Сер Алістер Гордон Летбридж-Стюарт (англ. Brigadier Sir Alistair Gordon Lethbridge-Stewart) — персонаж британського науково-фантастичного телесеріалу Доктор Хто, зіграний Ніколасом Кортні. Він один із засновників міжнародної організації ЮНІТ (англ. UNIT — United Nations Intelligence Taskforce). У 2011 році помер виконавець ролі Ніколас Кортні.

## Історія персонажа
Алістер Гордон Летбридж — Стюарт народився в Шотландії, що випливає з діалогу в серії "Терор зігонів" (англ. Terror of the Zygons). Він вперше стикається зі Другим Доктором в серії « Павутина страху» (англ. The Web of Fear) (1968) як полковника Британської Армії, командуючого загоном, посланим на пошуки Йеті в лондонському метро. Наступна їхня зустріч відбувається в серії «Вторгнення» (англ. The Invasion) (1968), з якої глядачі дізнаються про підвищення Летбріджі — Стюарта до звання Бригадира, а також про його спільній роботі з організацією ЮНІТ.
Після регенерації Третій Доктор змушений залишатися на Землі через поломку ТАРДІС, Летбридж — Стюарт призначає його науковим консультантом ЮНІТа, забезпечує його власною лабораторією, асистентом, жовтим автомобілем, який Доктор назвав Бессі, і свободою дій настільки, наскільки це було можливо в рамках військової організації.
У серіалі Бригадир є прихильником суворої дисципліни. Доктор часто відчував розчарування при роботі з ним, в тому числі через те, що типовим рішенням будь-якої проблеми для Бригадира було стріляти в неї. Особливо чітко це показано в серії "Доктор Хто і сілуріанці" (англ. Doctor Who and the Silurians), коли Бригадир вирішує знищити базу сілуріанців, незважаючи на спроби Доктора примирити людей і рептилій. У свою чергу, Летбридж — Стюарт скептично ставився до всіх дивним явищам і супер-науці Доктора. Однак за довгі роки тісних професійних та особистісних відносин вони виробили взаємна повага до здібностей один одного.
Бригадир завжди зустрічав невідомість з незворушним британським апломбом. Він показав себе справжнім воїном в бою, безжальним, коли потрібно, і героїчно смотрящим в обличчя часто перевершує за силами противнику, з якими йому і ЮНІТ у часто доводилося стикатися. Зрештою він пішов у відставку з військової служби і став викладати математику в британських державних школах в 1976 році, це видно із серії "Мрець модринного" (англ. Mawdryn Undead) (1983).
Через 20 років після останньої появи Бригадира в серіалі «Доктор Хто», він знову з'являється в спінофі Пригоди Сари Джейн, як вчитель у відставці та помічник Сари Джейн Сміт
Його портрет також висить на горищі Сари Джейн в серії «Вторгнення Бейнів», це перше використання кадрів з класичного періоду «Доктора Хто» у сучасних серіях.
У серії «Весілля Рівер Сонг» Одинадцятий Доктор дзвонить в ЮНІТ, де дізнається неприємні звістки — Бригадир помер кілька місяців тому, проте Доктору не змогли про це повідомити.
У серії «Сила трьох» (Одинадцятий Доктор, 7 сезон 4 серія) Доктор зустрічає дочка Бригадира — Кейт Стюарт.

## Список появ

### Телебачення

#### Доктор Хто
| Номер | Сезон                          | Назва                                                              | Сценарист                                  | Режисер                     | Дата виходу в ефір                             |
| ----- | ------------------------------ | ------------------------------------------------------------------ | ------------------------------------------ | --------------------------- | ---------------------------------------------- |
| 41    | Сезон 5                        | Павутина страху (англ. The Web of Fear)                            | Мервін Хайсміт, Генрі Лінкольн             | Дуглас Кемфілд              | 3 лютого — 9 березня 1968                      |
| 46    | Сезон 6                        | Вторгнення (англ. The Invasion)                                    | Деррік Шервин, Кит педлер                  | Дуглас Кемфілд              | 2 листопада — 21 грудня 1968                   |
| 51    | Сезон 7                        | Вістря з космосу (англ. Spearhead from Space)                      | Роберт Холмс                               | Дерек Мартинус              | 3 — 24 січня 1970                              |
| 52    | Сезон 7                        | Доктор Хто і сілуріанці (англ. Doctor Who and the Silurians)       | Роберт Холмс                               | Тімоті Комб                 | 31 січня — 14 березня 1970                     |
| 53    | Сезон 7                        | Посли смерті (англ. The Ambassadors of Death)                      | Девід Уайтейкер, Тревор Рей, Мальком Хьюлк | Майкл Фергусон              | 21 березня — 2 травня 1970                     |
| 54    | Сезон 7                        | Інферно (англ. Inferno)                                            | Дон Хаутон                                 | Дуглас Кемфілд, Беррі Леттс | 9 травня — 20 червня 1970                      |
| 55    | Сезон 8                        | Терор Автонів (англ. Terror of the Autons)                         | Роберт Холмс                               | Беррі Леттс                 | 2 — 23 січня 1971                              |
| 56    | Сезон 8                        | Розум зла (англ. The Mind of Evil)                                 | Дон Хаутон                                 | Тімоті Комб                 | 30 січня — 6 березня 1971                      |
| 57    | Сезон 8                        | Кігті аксонів (англ. The Claws of Axos)                            | Боб Бейкер, Дейв Мартін                    | Майкл Фергусон              | 13 березня — 1 квітня 1971                     |
| 58    | Сезон 8                        | Колонія в космосі (англ. Colony in Space) (епізоди 1 і 6)          | Малькольм Хьюлк                            | Майкл Е. Брайант            | 10 квітня — 15 травня 1971                     |
| 59    | Сезон 8                        | Демони (англ. The Dæmons)                                          | Роберт Сломан, Беррі Леттс                 | Крістофер Беррі             | 22 травня — 19 червня 1971                     |
| 60    | Сезон 9                        | День далеків (англ. Day of the Daleks)                             | Льюїс Маркс                                | Пол Бернанд                 | 1 — 22 січня 1972                              |
| 64    | Сезон 9                        | Тимчасовий монстр (англ. The Time Monster) (епізоди 1, 2, 3, 4, 6) | Роберт Сломан, Беррі Леттс                 | Пол Бернанд                 | 20 травня — 24 червня 1972                     |
| 65    | Сезон 10                       | Три Доктори (англ. The Three Doctors)                              | Боб Бейкер, Дейв Мартін                    | Ленні Майн                  | 30 грудня 1972 — 20 січня 1973                 |
| 69    | Сезон 10                       | Зелена смерть (англ. The Green Death)                              | Роберт Сломан, Беррі Леттс                 | Майкл Брайант               | 19 травня — 23 червня 1973                     |
| 70    | Сезон 11                       | Воїн часу (англ. The Time Warrior) (епізод 1)                      | Роберт Холмс                               | Алан Бромлі                 | 15 грудня 1973 — 5 січня 1974                  |
| 71    | Сезон 11                       | Вторгнення динозаврів (англ. Invasion of the Dinosaurs)            | Мальколь Хьюлк                             | Педді Расселл               | 12 січня 1974 — 16 лютого 1974                 |
| 74    | Сезон 11                       | Планета павуків (англ. Planet of the Spiders) (епізод 1, 2, 6)     | Роберт Сломан, Беррі Леттс                 | Беррі Леттс                 | 4 травня — 8 червня 1974                       |
| 75    | Сезон 12                       | Робот (англ. Robot)                                                | Терранс Дікс                               | Крістофер Беррі             | 29 грудня 1974 — 18 січня 1975                 |
| 80    | Сезон 13                       | Терор зігонів (англ. Terror of the Zygons)                         | Роберт Бенкс Стюарт                        | Дуглас Кемфілд              | 30 серпня — 20 вересня 1975                    |
| 125   | Сезон 20                       | Мрець Модрін (англ. Mawdryn Undead)                                | Пітер Грімуейд                             | Пітер Моффат                | 1 — 9 лютого 1983                              |
| 129   | Спецвипуск до 20-річчя серіалу | П'ять Докторів (англ. The Five Doctors)                            | Терранс Дікс                               | Пітер Моффат                | 23 листопада 1983 (США) 25 листопада 1983 (UK) |
| 152   | Сезон 26                       | Поле бою (англ. Battlefield)                                       | Бен Аронович                               | Майкл Керріган              | 6 — 27 вересня 1989                            |
| немає | Спецвипуск до 30-річчя серіалу | Виміри у часі (англ. Dimensions in Time)                           | Джон Натан — Тернер, Девід Роден           | Стюарт МакДоналд            | 26-27 листопада 1993                           |

#### Пригоди Сари Джейн
| Номер | Сезон                 | Назва                                          | Сценарист                      | Режисер    | Дата виходу в ефір |
| ----- | --------------------- | ---------------------------------------------- | ------------------------------ | ---------- | ------------------ |
| 1     | Новорічний спецвипуск | Вторгнення Бейнів (англ. Invasion of the Bane) | Гарет Робертс, Расселл Т Девіс | Колін Тіга | 1 січня 2007       |
| 2     | Другий                | Ворог Бейнів (англ. The Enemy of the Bane)     | Расселл Т Девіс                | Колін Тіга |                    |

### Відео
| Назва                       | Сценарист                                | Режисер          | Дата виходу в ефір     |
| --------------------------- | ---------------------------------------- | ---------------- | ---------------------- |
| Воєнний час (англ. Wartime) | Енді Лейн, Хелен Стірлінг, Деррік Шервин | Keith Barnfather | 1987 (перевипуск 1997) |
| Мирний час (англ. Downtime) | Марк Платт                               | Крістофер Беррі  | 2 вересня 1995         |

### Аудіопостановки
| Назва                                                 | Сценарист                        | Режисер              | Дата випуску                  |
| ----------------------------------------------------- | -------------------------------- | -------------------- | ----------------------------- |
| Рай смерті (англ. The Paradise of Death)              | Беррі Леттс                      | Філ Кларк            | 27 серпня — 24 вересня 1993   |
| Привиди N-простору (англ. The Ghosts of N - Space)    | Беррі Леттс                      | Філ Кларк            | 20 січня — 24 лютого 1996     |
| Привид Ланьон Мура (англ. The Spectre of Lanyon Moor) | Ніколас Пегі                     | Ніколас Пегі         | червня 2000                   |
| Мінует в пеклі (англ. Minuet in Hell)                 | Alan W. Lear, Gary Russell       | Ніколас Брігс        | 17 квітня 2001                |
| Загрей (англ. Zagreus)                                | Gary Russell, Alan Barnes        | Gary Russell         | листопада 2003                |
| Симпатія до диявола (англ. Sympathy for the Devil)    | Джонатан Клементс                | Gary Russell         | червня 2003                   |
| Майстри війни (англ. Masters of War)                  | Едді Робсон                      | Jason Haigh — Ellery | грудень 2008                  |
| ЮНІТ: переворот (англ. UNIT : The Coup)               | Simon Guerrier                   | Ian Farrington       |                               |
| ЮНІТ: час лікує (англ. UNIT : Time Heals)             | Iain McLaughlin, Claire Bartlett | Jason Haigh — Ellery | грудня 2004                   |
| ЮНІТ: занепад (англ. UNIT : The Wasting)              | Iain McLaughlin, Claire Bartlett | Nicola Bryant        | червня 2005                   |
| Синій зуб (англ. The Blue Tooth)                      | Nigel Fairs                      | Марк Дж. Томпсон     | 5 лютого 2007                 |
| Старі солдати (англ. Old Soldiers)                    | Джеймс Свалоу                    | Nigel Fairs          | грудня 2007                   |
| Лялька смерті (англ. The Doll of Death)               | Марк Платт                       | Lisa Bowerman        | 30 вересня 2008               |
| Три компаньйона (англ. The Three Companions)          | Марк Платт                       | Lisa Bowerman        | квітня 2009 — лютий 2010      |
| Прокляття фокусника (англ. The Magician's Oath)       | Скотт Хендкок                    | Nigel Fairs          | квітня 2009                   |
| Тіні минулого (англ. Shadow of the Past)              | Simon Guerrier                   | Lisa Bowerman        | квітня 2010                   |
| Смерть приходить вчасно (англ. Death Comes to Time)   | Colin Meek                       | Ден Фрідман          | 12 липня 2001 — 3 травня 2002 |

### Романи
| Серія                        | Назва                                                              | Автор                        | Видавець     | Дата випуску   |
| ---------------------------- | ------------------------------------------------------------------ | ---------------------------- | ------------ | -------------- |
| The Companions of Doctor Who | Війна Гарі Саллівана (англ. Harry Sullivan's War)                  | Ian Marter                   |              | жовтня 1986    |
| Virgin New Adventures        | Температура тіла (англ. Blood Heat)                                | Jim Mortimore                | Virgin Books | жовтня 1993    |
| Virgin New Adventures        | Немає майбутнього (англ. No Future)                                | Пол Корнелл                  | Virgin Books | лютого 1994    |
| Virgin New Adventures        | Щасливий кінець (англ. Happy Endings)                              | Пол Корнелл                  | Virgin Books | травня 1996    |
| Virgin New Adventures        | День смерті (англ. The Dying Days)                                 | Ленс Паркін                  | Virgin Books | квітня 1997    |
| Virgin Missing Adventures    | Танцюючий код (англ. Dancing the Code)                             | Пол Леонард                  | Virgin Books | березня 1995   |
| Virgin Missing Adventures    | Око гіганта (англ. The Eye of the Giant)                           | Крістофер Буліс              | Virgin Books | квітня 1996    |
| Virgin Missing Adventures    | Шкала несправедливості (англ. The Scales of Injustice)             | Гаррі Расселл                | Virgin Books | липня 1996     |
| Virgin sidestep novel        | Хто вбив Кеннеді (англ. Who Killed Kennedy)                        | Девід Бішоп                  | Virgin Books | квітня 1996    |
| Eighth Doctor Adventures     | Вісім Докторів (англ. The Eight Doctors)                           | Терранс Дікс                 | BBC Books    | червня 1997    |
| Eighth Doctor Adventures     | Тінь Авалона (англ. The Shadows of Avalon)                         | Пол Корнелл                  | BBC Books    | лютого 2000    |
| Past Doctor Adventures       | Дияволи — гобліни з Нептуна (англ. The Devil Goblins from Neptune) | Мартін Дей, Кит Топпінг      | BBC Books    | 2 червня 1997  |
| Past Doctor Adventures       | Незвичайний бізнес (англ. Business Unusual)                        | Гаррі Расселл                | BBC Books    | 1 вересня 1997 |
| Past Doctor Adventures       | Обличчя ворога (англ. The Face of the Enemy)                       | David A. McIntee             | BBC Books    | 5 січня 1998   |
| Past Doctor Adventures       | Темно-синій (англ. Deep Blue)                                      | Марк Морріс                  | BBC Books    | 1 березня 1999 |
| Past Doctor Adventures       | Останній з Гадерінів (англ. Last of the Gaderene)                  | Марк Гатісс                  | BBC Books    | 3 січня 2000   |
| Past Doctor Adventures       | Ярь-мідянка (англ. Verdigris)                                      | Пол Магрс                    | BBC Books    | квітня 2000    |
| Past Doctor Adventures       | Король жаху (англ. The King of Terror)                             | Кіт Топпінг                  | BBC Books    | листопада 2000 |
| Past Doctor Adventures       | Уривки (англ. Rags)                                                | Мік Льюїс                    | BBC Books    | березня 2001   |
| Past Doctor Adventures       | Тінь в дзеркалі (англ. The Shadow in the Glass)                    | Стівен Коул, Джастін Річардс | BBC Books    | квітня 2001    |
| Past Doctor Adventures       | Смертельна возз'єднання (англ. Deadly Reunion)                     | Терранс Дікс, Беррі Леттс    | BBC Books    | листопада 2003 |
| Past Doctor Adventures       | Острів смерті (англ. Island of Death)                              | Беррі Леттс                  | BBC Books    | 4 липня 2005   |

### Розповіді
- " Brief Encounter — Listening Watch " — автор Dan Abnett ( Doctor Who Magazine Winter Special 1991 )
- " Brief Encounter: A Wee Deoch an ..? " — Автор  Колін Бейкер ( Doctor Who Magazine Winter Special 1991 )
- " The Straw that Broke the Camel's Back " — автор Vanessa Bishop ( Decalog )
- " Where the Heart Is " — автор Andy Lane ( Decalog 2 : Lost Property )
- " UNITed We Fall " — автор Keith R.A. DeCandido ( Decalog 3 : Consequences )
- «Freedom» — автор Steve Lyons ( Short Trips )
- " Degrees of Truth " — автор David A. McIntee ( Short Trips  аудіокнига, читає Ніколас Куртні)
- " Honest Living " — автор Jason Loborik ( More Short Trips )
- " Still Lives " — автор Ian Potter ( Short Trips: Zodiac )
- " The Switching " — автор Simon Guerrier ( Short Trips: Zodiac )
- " Hidden Talent " — автор Andrew Spokes ( Short Trips: Companions )
- " An Overture Too Early " — автор Simon Guerrier ( Short Trips: The Muses )
- " UNIT Christmas Parties: First Christmas " — автор Nick Wallace ( Short Trips: A Christmas Treasury )
- " UNIT Christmas Parties: Christmas Truce " — автор Terrance Dicks ( Short Trips: A Christmas Treasury )
- " UNIT Christmas Parties: Ships That Pass " — автор Karen Dunn ( Short Trips: A Christmas Treasury )
- " Faithful Friends " — автори Mark Wright, Cavan Scott ( Short Trips: The Ghosts of Christmas )